# Prix de la Page 112
Ne doit pas être confondu avec Prix de la Page 111.
Pour les articles homonymes, voir 112 (homonymie).
Le prix de la page 112 est un prix littéraire français. Créé sous forme d'association à but non lucratif en 2011 à l'initiative de l'éditrice Claire Debru, il a été attribué de 2012 à 2018.
Il récompense une œuvre de fiction écrite en langue française, publiée lors de la rentrée littéraire d'automne ou lors de celle de janvier.

## Principe
Le nom et le principe de cette distinction s'inspirent d'une scène et d'une réplique du film Hannah et ses sœurs de Woody Allen. On y voit le personnage principal, incarné par Michael Caine, offrir à la femme qu'il aime un livre d'E. E. Cummings et la presser d'y lire un passage afin qu'elle devine ses sentiments : « N'oublie pas le poème, page 112. »
Affirmant le caractère romantique voire « magique » de cette page, les membres du jury jugent d'abord la page 112 d'un roman pour déterminer si le livre doit être lu en entier afin de concourir au prix,. En effet, ce prix part du principe que le début et la fin des romans font toujours l'objet des soins des auteurs et des éditeurs, alors que la page 112 a plus de chances de refléter la qualité réelle du livre, car elle est située dans le « ventre mou » du récit, qui correspond à une « chute d'attention générale ».

## Le premier prix: 2012

### Le jury
Les douze jurés  sont éditeurs, journalistes ou écrivains : Grégoire Bouillier, Christophe Bourseiller, Lidia Breda, Claire Debru, Patrick Declerck, Anne Goscinny, Roland Jaccard, Éric Naulleau, Nicolas d'Estienne d'Orves, Pierre-Guillaume de Roux, Bruno Tessarech et Guillaume Zorgbibe.

### La sélection officielle
- Christian Authier - Une certaine fatigue - Stock
- Aurélien Bellanger - La Théorie de l’information - Gallimard
- François Blistène - Moi, ma vie, son œuvre - Éditions du Sonneur
- François Bott  - Avez-vous l’adresse du paradis ? - Le Cherche Midi
- Éric Chevillard - L'Auteur et moi - Minuit
- Régis Clinquart - Apologie de la viande - Stéphane Million Editeur
- Thierry Dancourt - Les Ombres de Marge Finaly - La Table ronde
- Julia Deck - Viviane Élisabeth Fauville - Minuit
- Françoise Hardy - L'Amour fou - Albin Michel
- Sébastien Lapaque - La Convergence des alizés - Actes Sud
- Linda Lê - Lame de fond - Bourgois
- Stéphane Michaka - Ciseaux - Fayard
- Wajdi Mouawad - Anima - Actes Sud
- Jean-Marc Parisis -  La Recherche de la couleur - Stock
- Pascal Quignard - Les Désarçonnés - Grasset

### Le prix
« […] mort avec les mots des vivants. Ce qui n’était pas coupé, c’était le langage.
La mort ne pouvait me contraindre mais elle rôdait. L’accident de Marianne, mais aussi les infarctus, les cancers, les  pressions suicidaires des uns et des autres. Les gens tombaient comme des dominos. Et ceux qui restaient dans la vie l’amoindrissaient, l’infectaient. La haine de la liberté, dont Gadeux m’avait fourni le plus récent exemple, ravageait le  corps français.
Chacun à sa manière, Marianne et Gadeux étaient morts. étais désormais tout à fait seul, pensais-je en remontant la rue  es Pyrénées vers la cloque gelée des Buttes-Chaumont. Un jour, je quitterais la partie moi aussi. Pour l'instant, j'étais  plutôt verni, la maladie m’avait épargné, mon corps vivait en paix dans le silence des organes. Une paix fourrée, peut-être. Autant en profiter. La mort était un âge comme un autre. Ce serait une autre vie, dans la même vie. Je terminerais mon essai sur les romantiques allemands. Je ne déménagerais pas. Pétais blindé contre la mitraille des souvenirs. Je ne craignais i la maladie ni la mort. Le frisson inédit que j’éprouvais en passant devant les mosaïques bleues du club Azteca s’apparentait, il n’y avait pas d’autre mot, à une volupté. »

— Jean-Marc Parisis, La recherche de la couleur
Il est attribué le 12 décembre 2012 (12/12/12) à Jean-Marc Parisis pour la page 112 de La Recherche de la couleur.
Chaque année, un juré mystère est désigné, que les onze autres jurés découvrent lors des délibérations, comme Aymeric Caron ou encore Kéthévane Davrichewy (2018)
Le prix est remis au printemps. Depuis 2016, le lauréat reçoit 1 200 euros et un magnum de vin,,.

## Palmarès
- 2012 : La Recherche de la couleur de Jean-Marc Parisis[7]
- 2013 : Les Évaporés de Thomas B. Reverdy[8]
- 2014 : pas de prix
- 2015 : Berezina de Sylvain Tesson[9]
- 2016 : Le Dernier Amour d'Attila Kiss de Julia Kerninon[10]
- 2017 : Sanglier de Dominique Rameau[11]
- 2018 : La Dernière France de Jacques Jouet[5]